# Fabulous Disaster
Fabulous Disaster è il terzo album in studio degli Exodus, pubblicato il 30 gennaio 1989 dalla Combat Records.

## Tracce
Testi e musiche degli Exodus, eccetto dove indicato.
1. The Last Act of Defiance – 4:44
2. Fabulous Disaster – 4:54
3. The Toxic Waltz – 4:51
4. Low Rider (War cover) – 2:48 (Papa Dee Allen, Harold Brown, B.B. Dickerson, Lonnie Jordan, Charles Miller, Lee Oskar, Howard E. Scott)
5. Cajun Hell – 6:05
6. Like Father, Like Son – 8:11
7. Corruption – 5:46
8. Verbal Razors – 4:07
9. Open Season – 3:54
10. Overdose (AC/DC cover) – 5:31 (Angus Young, Malcolm Young, Bon Scott)

## Formazione
- Steve Souza - voce
- Gary Holt - chitarra
- Rick Hunolt - chitarra
- Rob McKillop - basso
- Tom Hunting - batteria